# 町田市立つくし野中学校いじめ自殺事件
町田市立つくし野中学校いじめ自殺事件（まちだしりつつくしのちゅうがっこういじめじさつじけん）は、1991年（平成3年）9月1日、東京都町田市の町田市立つくし野中学校2年の女子生徒A（当時13歳）が、いじめを苦にJR横浜線成瀬駅のホームから飛び込み自殺した事件。
Aの両親の前田 功と千恵子は同年11月、事件直後に学校が生徒らに書かせた作文の開示を請求したが、町田市側が非開示処分としたため、1993年（平成5年）に提訴するに至った。訴えは1999年（平成11年）の控訴審で棄却されたが、生徒の作文を個人情報の開示対象として請求したものとしては、日本で最初の事例であり、1988年（昭和63年）に発生した富山市立奥田中学校いじめ自殺事件の遺族も、本件を参考に追悼作文の開示請求を行っている。両親は1998年（平成10年）には、事件の経緯をまとめた手記『学校の壁』（教育史料出版会）を刊行した。

## 経緯

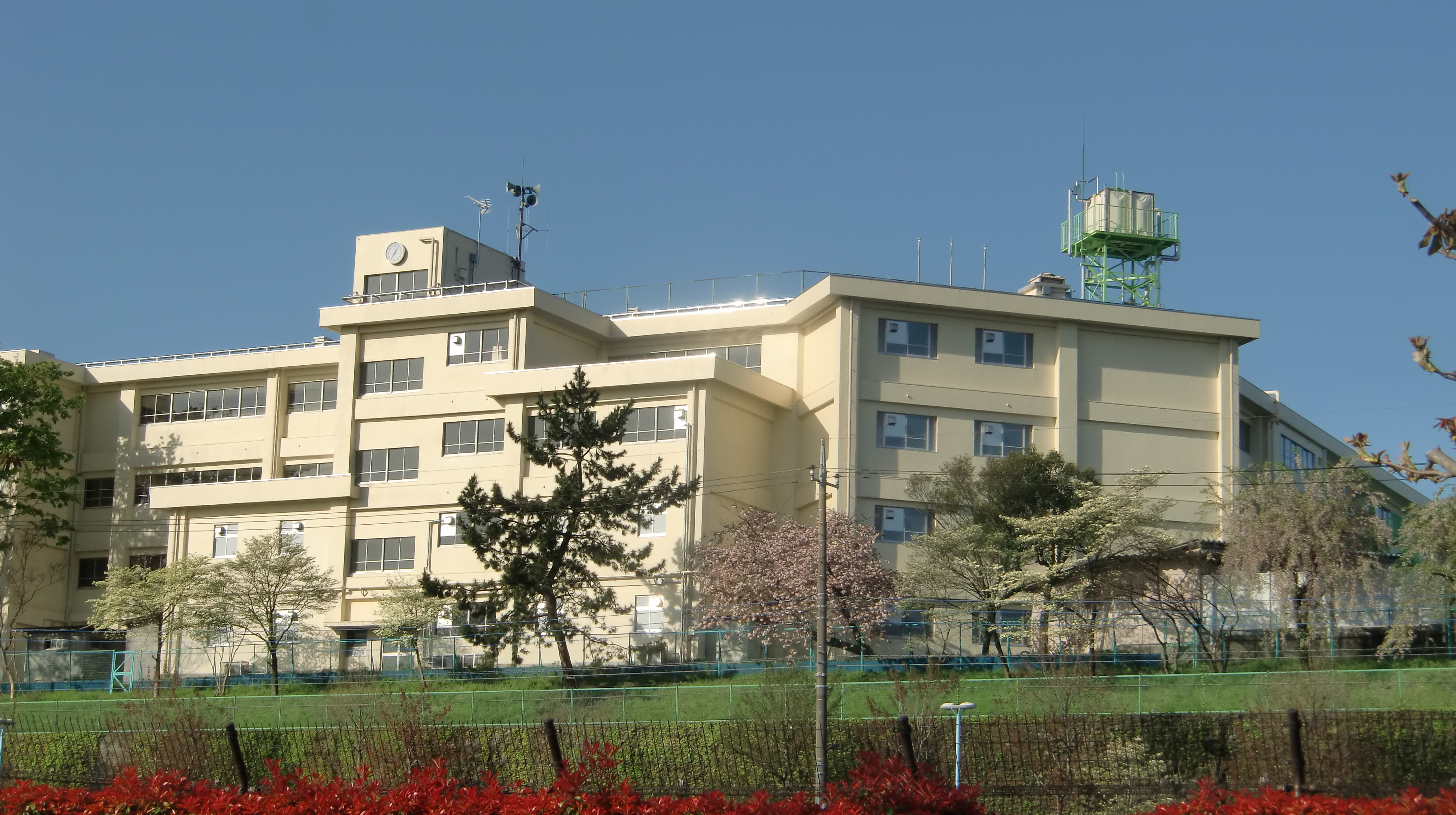
町田市立つくし野中学校（2012年）

A（当時13歳／中学2年生）は1977年（昭和52年）12月26日、大阪府枚方市藤阪にて、前田 功（まえだ いさお、1945年〈昭和20年〉 - ）と前田 千恵子（まえだ ちえこ、1946年〈昭和21年〉 - ）のもと、3人きょうだいの末子（次女）として生まれた。功の転勤に伴い、Aが5歳だった1983年（昭和58年）に一家で東京都武蔵野市武蔵境へと転居し、Aは私立幼稚園を経て、武蔵野市立第二小学校へと入学。1986年（昭和61年）4月に、前年の功の新横浜への転勤のため、町田市小川の、JR横浜線成瀬駅の近くへと再度転居。Aは町田市立小川小学校3年へ編入された。小学校時代のAは、明るく元気のある性格で、小学校時代の教師たちは、事件のニュースを聞いてもAの名前を思い浮かべることはなかったという。
1990年（平成2年）4月、Aは町田市立つくし野中学校に入学。当年度のつくし野中学校は非常に荒れており、校内暴力が横行していた。教師の車が壊されたり、窓ガラスが割られるなどは日常茶飯事であったほか、ガラスの破片や消火器が上から降ってくることもあり、1990年（平成2年）のこのような「事故」は、1年間で500件以上も発生している。
つくし野中が荒れ始めた原因としては、同年の秋に発生した、2年生（Aの一つ上）の男子生徒が同学年の数名から集団リンチを受け、1ヶ月近く入院することとなった、という事件が契機であるとされる。この事件に関しては生徒に対して箝口令が敷かれ、前田夫妻もAの死ののちに、PTA会長から知らされたほどだったが、事件の存在を知った3年生の生徒らが、いじめの怖さを教えようと、加害者らを多数で取り囲むという行動に出た。しかし彼らが教員に罵倒を受け、却って問題児扱いされたことを契機に、教員への不満が爆発し、校内で器物破損事件が多発するようになった。
同年11月初めには緊急父母会があり、教員から物が落ちてきた、壁に穴が開けられた、との漠然とした話があった。翌1991年（平成3年）1月にも再度保護者の招集があり、「子どもたちがガラスを割る、そのガラスを窓から下に落とす、火のついた雑巾やトイレットペーパー、消火器、机、椅子などあらゆるものが四階から降ってくる」と現物を見せているが、学校の対応についての話は全くなかった。

### 不良生徒との関わり
Aが2年へ進級してのちの1991年（平成3年）5月中旬、千恵子はAの所属するバドミントン部の顧問の女性教諭から、「あまりよくないグループと付き合っているようなので気をつけてください」「その中に別のクラスのXという子がいますが、Xはものすごく影響力のある子だからよくないですよ」との電話を受けている。この生徒Xは茶髪・マニキュア・ピアス・口紅などをしている、いわゆる「ツッパリ」で、同じグループのYと共に、学校内で恐れられていた。特にXは、外部の暴走族を顎で使うことができると言われ、恐怖の対象であったという。のちに功に、「私もいじめられていた。街でYとその取り巻きの他校の男子生徒に追い詰められて、電話ボックスに閉じこもったこともある。死にたいと思ったことも何度かあった」と話した生徒もいた。しかし、顧問はXたちの問題を具体的に語ることはしなかったため、こうした事実はAの死後に初めて明らかになった。
顧問からの連絡を受けて、千恵子はAと話し合うことにし、顧問から聞いたXの名前を出して、「顧問の先生の話だと、普通の子じゃないみたいよ。お友だちなら対等な関係でなきゃダメよ」「いやなら断りなさい」と言ったが、Aは「お母さんが思っているような子じゃないよ」と庇うように答えている。そのため千恵子も、子供のことに親が口を出しては、とそれ以上は強く言えなかったが、念のために担任教諭にも当該生徒の名前を挙げて、あの子たちと付き合っていて大丈夫でしょうか、と2度に渡って尋ねている。これに対し担任教諭は、「彼女たちはいい子ですから心配ありません」と答えた。
6月中旬の土曜に、Aが学校から帰ってくるとすぐにYから電話があり、Aが食事も摂らずに出かけたまま帰ってこないため、千恵子に頼まれた功が捜しに出かけるという出来事もあった。Aは本屋でYらしき女子生徒と立ち読みをしており、功がYに気付かれないようにAへ合図を送って連れ帰った。車中では、功もAも無言だったが、Aはこの出来事について、「お父さんまで、敵にまわしちゃった。お父さんがブーンて車で飛んできて、連れて帰られちゃった」とノートに記している。
7月頃には、千恵子は両脚の膝下に多くの青痣を作ったAから、塗り薬がないかを尋ねられている。この痣の理由について、Aは言葉を濁して言わなかった。また、姉と入浴している際に脚の打撲傷を痛がることもあったが、バドミントン部の部員はそのような多くの痣ができるような練習はない、とのちに千恵子の質問に答えている。また8月下旬には、スカートを洗ってそれほど経っていないのに、「お母さん、汚れたので、洗って」と頼んできたこともあった。

### いじめの態様
Aがどれほどのいじめを受けていたのかを示す具体的な情報は、1996年（平成8年）の時点でも、遺族は把握できていない。
Aの死後、功が家を訪問してきたYらから聞いたところによれば（後述）、7月の初め頃から「みんなでAのことをシカト」するようになったという。7月の林間学校の前辺りまでは、Aはともにクラスの議長団を務めていた2人の生徒（片方がY）と仲が良かったが、林間学校の際に2人は、クラスの出し物として予定されていた踊りをクラスの皆に教えておくようにAに「命じて」、他のクラスの様子を偵察しに行った。そして帰ってくると、Aが「ちゃんと教えてなかったのでムカついた」として、以降、あからさまにAを「シカト」するようになった。ある生徒は、7月の初めにトイレの前にYのグループが集まり、AをシカトしろとYが命令していた、と功に証言しているほか、「夏休みにはいる前からハブられていた」と証言した同級生もいた。
一方で功はその後、残っていた交換日記から大まかにわかってきたこととして、XとYはAの席の前後で最初は仲が良かったものの、もう抜けたいとAが言い始めたことで、いじめに遭うようになったようだ、としている。順番にいじめの標的を変えていくという状況があり、次は誰をターゲットにするかという話の中で、Aがいじめをやめよう、と言い出したことでやられ始めた、との記述が残っていた。
また、Aの自殺の数日前の8月29日には、ビデオテープの貸し借りに絡んだことで、XとYを含む4人の生徒が、Aを取り囲んだ。Yが「一日一〇〇円だから六千円だ」と言い、Aは「お金なら払うから許して」と言ったが、Yは「金じゃすまねー」と返した。Aはさらに「土下座するから許して」と言ったが、Yは「土下座じゃすまねー」と返し、Aが笑顔を作って「ごめん、許して」と言うと、Yは「ブリッコすんじゃねー」と言った。そして「また仲良くしてくれる」と言ったAに対し、Y側は「ブラさがるんじゃねえよ」「お前のその笑い顔が生意気なんだよ」「ブリッ子すんじゃねえよ」と答え、Aは「ビデオは始業式の日に絶対に持って来る」と言った。
このビデオテープはYが、自身の好きなニュー・キッズ・オン・ザ・ブロックのテレビ番組を録画したもので、Aは6月頃にこれを借りていたが、Aの家のビデオデッキはVHSではなくベータ方式であったため、家で観ることは不可能だった。

### 林間学校
上記の林間学校は、7月23日ー25日の3日間に渡って福島県の裏磐梯で行われたもので、のちの同級生が功に証言したところによれば、林間学校の間、Aは無視されて独りきりにさせられており、夜もAにだけ布団が与えられなかった。また同級生の母親は、学校で見たビデオで、東北新幹線の車中、Aが一人ぼっちだったのが映っていたと述べており、のちの裁判でも同様の証言をした生徒がいた。
ダンスに関しては、林間学校に行く少し前に、Aは「林間でやる踊りだから感想を聞かせて」と両親の前で踊ってみせ、「まだしっかり覚えてないんだ」と言いながらも、一生懸命な様子だったという。功は、まだAが振付を覚えられていなかったのは、Yが間際になって思いつきで振付を変えたためだった、としており、レクリエーション係は他に何人もの生徒がいたが、結果的にAだけが責められることになったのだろう、としている。
また、7月25日の午後、林間学校を終えたAから功に、つくし野駅へ迎えに来てほしいとの電話があり、迎えに行ったところAが一人だったため、近所の子たちも一緒だと思っていた功が「他の子たちはどうしたの」と尋ねると、Aは「誰もいないよ」と答え、すぐに話題を変えている。後で知ったところでは、解散場所はつくし野中の最寄りである、隣駅のすずかけ台駅であったといい、Aがわざわざ電車で一駅戻って電話をかけていることから、電話して自分が迎えに行くまでの間、他の生徒たちと一緒に待っていることすらつらかったのだろう、と推測している。

### 夏休み前後
7月頃から、Aの家にはよく無言電話が掛かってくるようになった。一度、千恵子が出て名前をただすと知らない名前が返ってきたが、翌日に同じ声で、「Yです」と名乗る電話がかかってきた。この頃、Aの友人が電話を掛けてくることも数回あったが、千恵子は後から考えると、呼び出し係として掛けてきていたのだろう、としている。またAは、電話があった後に2時間ほど出かけ、夕方に猛ダッシュで家へ駆け込んでくると、2階の自分の部屋へ駆け上がって2時間ほど閉じこもったまま、食事にも出てこないということが2、3回あった。
夏休み中の変わった様子として、Aはそれまで、車で送り迎えされることを恥ずかしがっていたにも拘わらず、部活へ行く際に「お母さん、送っていってよ」と催促するようになった。また帰りにも「お母さん、迎えにきてくれない」と電話を掛けてくることがあり、これが2日間続いた際には、千恵子がたしなめることもあった。土日には功が送り迎えをしたが、迎えに行った際に姿が見えないと思っていると、突然、自動販売機の陰から飛び出してきたこともあった。のちに功は、当時のAは、何かに怯えて避けていたのではないか、と推測している。
また、バドミントン部の1年生たちの証言によれば、夏休みの練習でAが1年生にラケットの振り方を教えていたとき、小声でAが「うるせーな」と言い、体育館の入口のほうからこれを聞きつけたXたち5、6人が「ふざけんじゃねーよ」とAに罵声を浴びせ、Xが「いまはやめとけ、あとでプールのときやればいいから」と言って立ち去った、という出来事もあった。
Aの死の数週間前には、近所の女性が自宅で、2、3人の女子中学生が一人を追いかけて怒鳴っている声を聞き、しばらく続いたため注意しようと外へ出てみると、罵声を浴びせられていたのはAだった、と証言している。また同じ頃、家の外から数人の女子が、苗字のみの呼び捨てで、大声で呼びかけるという出来事があり、一度はAは出ていって話をしていたが、のちに同じような呼び掛けがあった際には、「いいの」と言い、出て行かなかった。
一方でAは、8月27日または28日に英会話学校の体験入学に行っており、居間でパンフレットを見ながらそのことについて話していた。功は、この時点ではそういう意欲があったのにも拘わらず、僅か4－5日後に自殺したのは、Yが話した8月29日の、ビデオテープの事件がきっかけとなったことは否めないと思う、としている。

## 自殺

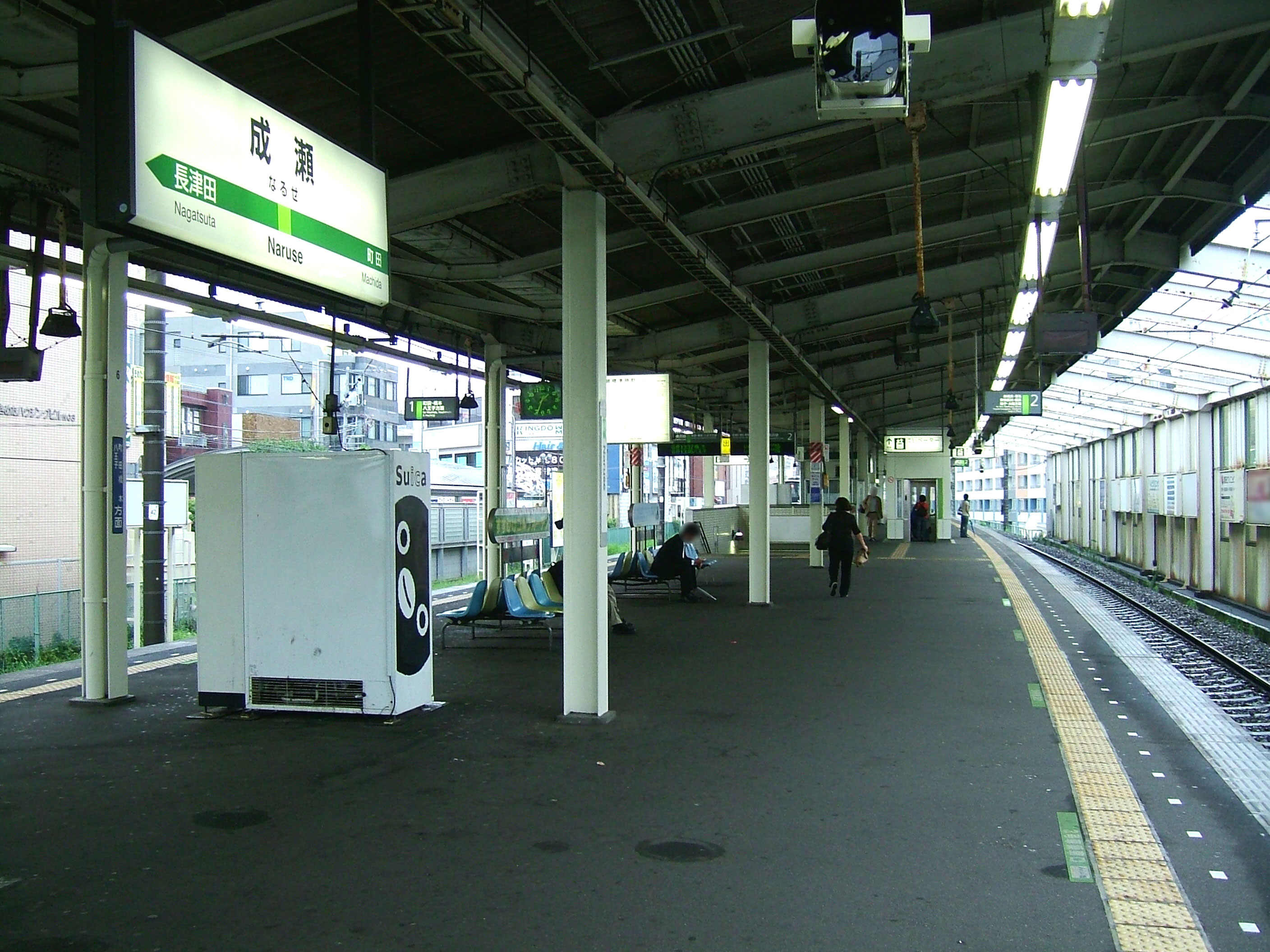
2008年の成瀬駅ホーム。2023年にホームドアが設置される以前の風景。

1991年（平成3年）9月1日、この日は日曜日であったため、例年であれば8月31日までの夏休みの、1日遅れの最終日となっていた。この日、Aは午後一番で、母親の千恵子と共に横浜市新子安の従姉の家へ、生まれたばかりの従姉の子供に会いに行くことになっており、朝食後は2階の姉の部屋で、寝転んで本を読んでいた。このとき、明日から学校であったが、几帳面なAとしては珍しく上靴をまだ洗っておらず、千恵子が洗うよう促しても返事をしなかった。午後11時になってもまだ降りてこないため、千恵子が「上靴洗わないと連れていかないわよ」と再度声掛けすると、階下へ降り、渋々ながら上靴を洗った。のちに功は、Aが持ち帰ってきたこの上靴は、Aの名前が青マジックで乱雑に消されており、物を大切にするAにしてはおかしいと思っていたと述懐している。
上靴を干してのち、Aは千恵子と共に電車で出かけ、午後4時頃に従姉の家を辞し、午後5時5分に最寄りの成瀬駅へ着いた。千恵子は、自分は買い物をしてから帰るがどうするか、と尋ねると、Aは「今日は疲れたから、先に帰る」と答え、ここで母親と別れている。午後6時に千恵子が帰宅するとAは不在で、姉はAは一度帰ってきたが、友人のBから電話があったことを伝えると再度出かけた、と答えている。のちにわかったところでは、AはこのときにBへ、明日は熱があって学校へ行けないかもしれないから、そのときは代わりに返してほしいとして、Yに借りていたビデオを渡していた。
午後7時過ぎにAから電話があり、千恵子が出るとAは、「明日、どうしてもつくし野中学へ行かなければならないの？」と尋ねた。千恵子が「えっそうでしょ。明日から学校でしょ。お腹すいたでしょう。ご飯できてるよ。Bさんち？」と答えると、Aは「ウーン」と言い、「どこにいるの。Aちゃん」と千恵子が尋ねると、「ウーン。わかった」と答えて電話を切った。電話の声は小さく、いつものAの明るい声ではなかったという。
その後、Aが午後8時を過ぎても帰らないため、千恵子がBの家へ電話して確かめると、玄関先で2、3分話しただけで帰った、ということがわかった。塾の友人などへも連絡をしたが、Aのいる場所がわからず、千恵子は交通事故にでも遭ったのかもしれないと考え、成瀬駅前の交番へ行き、Aの名前を伝えて尋ねた。応対した警官は午後7時40分に成瀬駅のホームに人身事故があり、その少女の身元がまだわかっていない旨を伝え、既に帰宅していた功へ電話を入れた。そして夫婦で町田警察署の本署へ行き、安置されている遺体がAであることを功が確認した。
警察の調べでは、Aは午後7時40分頃に下りホームの端から線路に降り、東神奈川発八王子行の電車が来ると線路に身を横たえた、とされる。遺体は、下半身を腹の部分で電車に切断されており、所持品のポーチにはハンカチや財布、名前の書かれた図書カードなどと共に、普段は食器棚に収められている果物ナイフが1本入っていた。遺書はなかった。警官が葬儀業者へ連絡し、遺体は2日の午前2時に自宅へ運び込まれた。

## 葬儀前後
9月2日午前8時頃、功は電話でAの担任教諭にAの死を知らせ、その後、担任と教頭が自宅を訪れている。通夜はこの日の午後7時から、告別式は翌3日の午前11時から、自宅近くの「小川集会所」で執り行うこととなった。のちに遺族が知ったところによれば、通夜の晩に校長はテレビのインタビューに答え、「いじめはなかった」と断言している。
3日の告別式にはクラスの生徒・バドミントン部員・2年生のクラス代表・生徒会代表、そして校長を初めとする教員ら、PTA役員などが参列した。一方で千恵子が後になって聞いた話では、つくし野中は参列する生徒を制限しており、「Aの死を今朝の朝礼で初めて聞かされたので、お通夜に行けなかった。それなのにAと最後のお別れになる告別式になぜ行ってはいけないのか」と不満を言う生徒もいたが、聞き入れられなかった。
また、当時の両親は儀式に忙殺されていて関知しなかったが、通夜の最中に会場横の公園で、20ー30人ほどの子供たちが集まり、「てめえがやったんだろ」「おまえのせいじゃないか」「私だけがやったんじゃない」などと、激しい言葉をぶつけ合って喧嘩しているのを、参列の帰途の主婦たちが目撃している。
告別式の翌日である4日、教頭から9月10日に全体保護者会があり、その際にAの件をどう話すか、今晩にでも了解を得に行きたい、との連絡があったため、この際に功は、仲が良いと思われるが家に来ていなかった2人の生徒（片方がY）について、Aの学校での様子を聞きたいので呼んでもらえないか、と依頼している。この際にはまだ功らは、Aがいじめられていたなどとは想像しておらず、この依頼にも生前のAのことを聞かせてほしい、との意味合いしかなかった。その結果、片方の生徒とは連絡がつかず、もう片方の生徒Yは、Xを含む他の3人の生徒と一緒でなら行くと言っている、との連絡が教頭からあったため、功はこれを承諾している。
数時間後にYと、Xを除く同級の女子生徒2人が家を訪れたが、目つきや言葉遣いが「ツッパリ」そのものの生徒たちであったため、功たちは仰天している。功が「Aとは仲がよかったの？」と尋ねると、Yたちは林間学校以来、Aを無視するようになっていたことや、ビデオテープの貸し借りに絡んだことで、Aを4人で取り囲んだことなどを話した（詳細は前述）。
Yたちの話し方や言葉遣いは「ツッパリ」のようなものだったが、この際、話を終えた3人はしばらく黙り込んだ後、「いじめたかな」と顔を見合わせ、涙を浮かべている。泣きながらいじめの事実を語った女子生徒たちに対し、功は「この子たちは言いにくいことをよく言ってくれた」と思い、その気持ちが伝わってくると感じたことから、責めることができなかったという。

## 学校の対応

### 保護者会まで
Yら3人の生徒が家に来た翌日の9月5日、功は学校を訪問し、Yたちの話を伝えて調査を依頼した。この際、校長は「ほー、そんなことがあったんですか」と答えているが、功はその様子に不自然さを感じた、としている。その後、教員らからの連絡がいつまで経ってもなかったため、6日の夜にバドミントン部の顧問である女性教諭と担任教諭に電話をしている。この際に聞き出せたことは、9月2日以来、連日に渡り職員会議でAのことを論議していること、8月29日の事件は顧問も生徒から話を聞いており事実と思われること、などだったが、中にAの遺書の存在を疑わせるものもあった（後述）。
こうした担任らの話から、功は学校側が様々な情報を持っていながらそれを隠しているとして校長に抗議したが、校長側は職員会議の内容について「言えない」「知らない」として回答せず、職員会議に参加させてほしいとの功の要望も拒否している。また、翌7日に教員らが校長と共に遺族宅を訪れたが、話の趣旨は9月10日の保護者会では事実の公表はしたくない、公表するとあの子たち（加害者）が傷つく、といったものだった。そして功が、Yらから聞いた話を伝え、いじめがあったのではないかと言うと、教員は即座に「いじめはなかった」と断言している。
この日は、今日の議論を踏まえて作成した文書を、翌日に功に見せるということで校長らは引き上げたが、翌8日に提示された文書には、自殺の原因や学校の反省点はほとんど書かれておらず、「Aさんはとても明るくて、頑張り屋さんで部活などいろんな面で活躍していました。友達関係などいろんな悩みがあったらしいが、悩みがあったのなら私たちに打ち明けてほしかった」といった内容だった。さらに、功が文書のコピーを取ろうとすると、校長は「それは困ります」と功から文書を引ったくり、ズボンの後ろポケットにねじ込んでいる。
10日の保護者会は結局、遺族と学校が激しく対立する形で進行し、学校によるいじめの隠蔽を疑う功に対し、校長は「いじめではなく偶発的な友人関係のもつれである」と主張し、「うちの学校にはいじめはありません」と繰り返した。
10月24日には、Aの追悼集会が開かれていたが、この集会の存在は遺族には全く知らされておらず、のちに開示された議事録で初めて判明している。議事録では「前田とマスコミに知られないように」との議論がなされており、生徒会会長の声明文読み上げが予定されていた。功はのちの鎌田慧のインタビューで、「結局、この追悼集会は何だったのかといえば、ぼくたちが学校を批判し、ぼくたちに協力してくれるマスコミの人たちや、学校の対応がおかしいと思う人たちが学校側を追及してきた、それと闘う意思統一の会ですよ。マスコミから生徒たちが取材を受けたりしないように、漏らすやつは締め上げようという意思統一をはかる集会だったみたいですね」と述べている。

### 「遺書」騒動
Aの「遺書」騒動は、事件後の生徒たちの噂話を発端としている。9月6日に2人の教師が功に話した内容によれば、Aは自殺前に、友人を介してYにビデオテープを返却していたが、その箱の中に遺書が入っており、それを読んだYはAの死を知らないまま、「ふざけんじゃねーよ」とこれを破ったとの噂が通夜の席で飛び交っていたという。それを聞き、通夜に出席していた教員13名が、急いで学校へ戻り、学校中のごみ箱の中を捜し回った。6日の説明で教員は、破られた手紙は見つかったものの、Aのものではなかったので捨てた、と説明している。
しかしその後も、遺書があるという噂が消えず、改めて功が問い合わせたところ、「捨てずに持っている」と教員は前言を翻している。だが、それを見せてほしいとの遺族の依頼に対しては、「これはAさんのものではないから見せるわけにはいかない」と拒否した。
その後、開示請求を巡る交渉の中、この「遺書」とされるものは2通あり、開示請求の制度の枠外で、学校で見せるという話になったが、3月14日に校長は、折り畳んでセロハンテープで留めたものを1枚、手に持ったまま数秒見せただけだった。中身を見せてほしいとの功の依頼には答えず、もう1通は教頭が持っているが持ってこられない、などのやり取りがあってのち、功がこれでは情報提供を受けたことにはならないため、不服申立をすると言うと、校長は「そんなことをするなら焼き捨てる」との暴言を吐いている。結局、この後の不服申立は却下され、この話はうやむやとなり、Aの遺書が存在したのかは、不明のままとなっている。

### 生徒らの再訪問
9月9日に教頭から功のもとへ、Aをいじめたと思われる4人の女子生徒が遺族に会って心の内をもっと説明したいと言っている、との連絡があり、午後9時30分頃に、担任を含む3人の教員と共に、Yと、功とは初対面のXを含む、4人の女子生徒が遺族宅を訪れた。この際、予想外の大人数であったために功は生徒だけを入れようとしたが、教員らがこれを拒否して玄関先で押し問答となり、結局教員らも自宅へ上がらせることとなっている。
しかし女子生徒らは焼香ののち、中々話し出さなかったため、功のほうから「林間でAはどうだった？」と尋ねると、教員が「質問は困ります！」と強く遮ったほか、ようやく話し出した内容も、暗記させられた言葉を繰り返すように「私たちはワルだ。Aは私たちと違って勉強もできる。私たちとつきあっているとワルに染まってしまう。だから、もうブラさがるなと言いたかったのだ」というものだった。そして、生徒が言い淀んだり、質問に答えようとしたりすると、すぐに教員が誘導するように「そうじゃないでしょ、こうでしょ」と横槍を入れてきたことから、功は昼間に教師が、シナリオを元に特訓をさせてきたことがはっきりとわかった、としている。
このときの生徒らの話では、ビデオテープの件は、XとAが仲が良かった頃に「一日一〇〇円」と冗談で言っていたことを8月29日に持ち出したもので、「一日一〇〇円だから、六万円だ」とXが言い、Aが「六千円でしょ」と訂正した。Aは「お金払うから許して」と言ったが、Yは「金取ったらカツアゲになるから」と言って、「金なんかのことを言っているんじゃねー」と言った、というものだった。
1時間ほど経った頃に教頭から「時間です」と電話があり、生徒と教員らは帰りかけたが、この際にAの兄が最後の質問として、「最後に一つだけ聞かせてください。Aはどうしたら許してもらえたんですか？」と質問した際には、両者とも沈黙し、結局教員が「お時間です」と、生徒を追い立てるように辞去している。
この件について、功は当日のうちに学校へ電話を入れて抗議したほか、翌10日の朝には家に来た生徒宅に電話を掛けている。その際にXは、訪問が夜になった理由について「昼間はずーと先生と相談していたから」、9日に訪問した理由について「今日、保護者会があるから」と答えており、功は自分たちが保護者会に出るのを思い留まらせるために、このようなことをしたのだと確信したとしている。またのちに、別の生徒の保護者から、Yが自分を「チクった」生徒捜しを始めているとの話を聞いたとし、9月4日に訪問してきた際には、確かにAを死に追いやったことを反省していた生徒たちが、教員らの隠蔽工作に加担させられた結果、Aの死を悼む心も消え、自らも隠蔽工作を始めるようになったのだ、と批判している。

### 「自殺劇」
11月3日に開催されたつくし野中の文化祭では、Aの在籍していた2年A組が、自殺をテーマにした演劇を上演し、遺族に衝撃を与えている。この演劇「いまを生きる」は、管理教育を批判するアメリカ映画を約30分に短縮した「自殺は親の無理解が原因であるのに、教師と生徒に責任をとらせる」という筋書きで、原作のうち、医者になれという親に対し、俳優になりたい子供がピストル自殺を遂げる、という部分を殊更に拡大したものだった。上演後には拍手とカーテンコールがなされ、教師が壇上に並んだ生徒にマイクを向け、生徒が「今の私たちの気持ちです」と答える、という場面もあった。
功と千恵子は、2、3日前に家を訪問してきた担任教諭がプログラムを持参し、見に来るよう言ったために文化祭に赴いている。観劇した千恵子は「ピストルの音と、Aの亡くなったときの電車の音が重なり、涙が止まりませんでした」としている。一方で教師らは泣いている自分のそばで笑っていたといい、Aの自殺から2ヶ月しか経っていない中、ピストル自殺を取り入れた演劇をなぜ2年A組が演じなければならなかったのか、と批判している。
翌日、功は担任教諭に電話し、「どういう気持でこの劇をやらせたのか」「私たちは非常に傷つけられた。そういうことを考えなかったのか」と問いただしたが、「生徒がやりたいと言ったのでやらせた」「生徒たちがやりたいというものだから」という返事で、翌々日に校長へ電話した際も「そういう劇をやったのを知らなかった」「生徒と担任がやったことだ」という回答だった。
一方で千恵子は、2年A組の生徒から、10月半ば頃に文化祭の出し物がようやく決まり、担任が張り切って遅くまで練習させられていること、Aが亡くなったばかりでこんな劇はやりたくないという意見が出るも、「一致団結したところをみせなきゃ」と担任が押し切った、という話を聞いたとしている。のちの「作文」裁判で提出された生徒の陳述書によれば、この劇の上演には生徒会も反対していたが、教員らが「もう決まったことだから」として強行したという。
この「自殺劇」の件は、12月初旬に全国紙に報道されて問題となり、町田市議会で教育委員長が「信頼関係の回復に努力する」とし、文教社会常任委員会で市教委が「劇の件は配慮が足りなかった」と、市議会及びマスコミに対して陳謝している。その後、校長が遺族のもとへ謝罪の申し入れをしているが、功はこの際にも、校長は自身が留守の平日昼間を狙って電話をしてきている、として批判している。

## 開示請求

### 最初の請求
Aの自殺事件に関する事故報告書について、学校側は当初「そういう文書は作っていない」としていたが、市教委とのやり取りの中でその存在が判明したため、功はこれを見せるように求めている。しかし校長は、「あれはあんたたちに見せるためにつくったもんじゃないから見せるわけにはいかない」とこの申し出を撥ねつけている。
事件から約2ヶ月後、功は町田市に情報公開とプライバシーに関する市民運動を行っている者たちがいることを知って連絡を取り、町田市にも情報公開制度があることを知った。11月16日、「Aの自殺事故報告書および添付書類　上記作成のための諸資料一切」として初めての請求を行い、20日に以下の7件が、Aに関する個人情報のリストとして提示された。
1. 「事故発生報告書」（9月6日付）
2. 「Aさんの自殺に関する調査報告書」（10月31日付）
3. 「Aさんが友達に宛てて出した手紙」（写）
4. 「指導要録」（Aさんが中学一年生の時のもの）
5. 「一学期のAさんに関する様子の報告をまとめたもの」（写）
6. 「職員会議録の、Aさんについて記載された部分」
7. 「職員打ち合せ会資料の、Aさんについて記載された部分」

11月30日、条例上は14日以内に開示・非開示の決定をする「決定通知書」を出さねばならないことになっていたが、これを1ヶ月延期するという一方的な連絡があった。またこの際、功は前回提出されたリストに「作文」（後述）が含まれていなかったことに思い当たったため、同日「Aの死を説明した後、生徒に書かせた作文」を新たに請求している。この請求に対しては12月12日付で、開示すると生徒のプライバシーを侵害することになり、教師の信頼が失われ、学校における公正な職務執行が著しく侵害されるとして、非開示決定が下された。
これに対し、功は行政不服審査法に基づく不服申立を行うこととし、「審査請求書」を教委の委員長宛に提出。書いた生徒のプライバシーは保護されるべきだが、それを理由に非開示にするのではなく、両立するよう配慮すべきであること、本作文は通常の作文ではなく調査資料としての性格を強く持つものであること、つくし野中では従来、作文は断りなく文集などとして公表されていること、本作文の一部は既に「学年通信スクラム」に掲載されていること、などの理由から、非開示決定理由は否定される旨を主張した。
12月27日には、開示請求の処分が決定し、（1）（2）（3）は部分開示、（4）（5）（6）（7）は非開示となった。部分開示された資料のうち、（1）はB4判1枚の簡単なもの、（2）はB5判で6枚、（3）はほぼ黒塗りだった。これを受けて功らは教委側に説明を求め、不服申し立てを行ったが、町田市情報公開・個人情報保護審査会から結論が出されたのは、約10ヶ月後のこととなった。審査会は、「子供が自殺をしている場合に、自殺の真相究明のための重要な情報は、例外的に、保護者の個人情報として」遺族である両親の開示請求権を認め、結果として（1）は全面開示、（2）は開示拡大、（3）は請求棄却、（4）は開示、（5）（6）（7）は請求棄却となった。生徒の自殺に関する「事故報告書」が全面開示されたのは、全国で初の事例であるとされる。
うち、（2）の「自殺に関する調査報告書」について、千恵子は、Aの最後の電話での言葉が「明日どうしても『学校に』行かなければならないの」とあったため、「つくし野中学に」とAは言ったし、交番や警察本署でもそのように言った、と学校側に伝えたが、校長は「いや、学校に、です」と言い張り、従姉の家に行ったのも「親子三人で」とあったため、自分とAの2人だったと伝えても「いや、両親で、です」と言い張ったとして、「報告書になってしまったら、私たち自身の行為の部分についても、書かれたとおりだと言い張り訂正しようとしないのです」と批判している。また、報告書で「反省1」として最初に掲げられていたのが「マスコミに取り扱われたこと」であり、「つくし野中学の問題点がマスコミに取り扱われ、社会的に論議をかもし出した」ことが、最大の反省点とされていることも批判している。
非開示理由の説明を受けた後、功らは職員会議録・職員打合せ会記録・学年会記録・生活指導委員会記録・学校日誌・文書発収簿・Aの遺書と思われるもの・自身らへの対応の記録・Aに関する教職員・生徒・保護者からの事情聴取記録・作文を書かせるに至った経緯の記録など、個人情報、関連公文書27件を追加で請求している。この請求に対する条例上の決定期限は1992年1月10日だったが、結局2月24日まで延期されたため、功らは市長に宛てて、苦情申立書を提出している。

### 作文に関して
9月7日に校長らが遺族宅を尋ねた際、教員の一人が「私たちももっと情報を集めたい。生徒に作文を書かせて事情を調べてみる」といった話をしている。つくし野中では当時、放火・器物破損・暴行などの、犯人が不明な事件が起きると、教員が生徒から情報を得るために作文を書かせることがよく行われていた。この「作文」に関しては、功は実際に、2年生は9月11日、1年生は9月18日、3年生は9月21日に、書かされていることを確認している。
11月30日、遺族は2年生が書いた「作文」のうち、Aに関わる部分の開示請求を行っており、生徒の作文を個人情報の開示対象として請求したものとしては、日本で最初の事例であった。12月12日に審査会は、「作文」が条例の定める「個人生活に関し、特定の個人が識別される文書、図画など」に該当することを認めつつ、「作文は性と個人の心情や思想をつづったもので、開示は作品を書いた生徒のプライバシーを侵害し、生徒と教師の信頼を損ねる」として、非開示処分を下した。これは、生徒の作文を「個人情報」と認定された初の事例である。
非開示処分は、「作文」そのものは存在することを意味するが、半年以上が経過してのち、学校側から「1、3年生分は返却した」と説明がなされた。功らが調査によってこの説明が虚偽であることを指摘すると、「3年生分は廃棄した」と説明を変更している。さらに、3年の担任教諭が廃棄していないと言っている旨を伝えると、「一クラス分だけ残っていた」と説明を再度変更した。また、「作文」の廃棄時期についても、当初は情報公開請求がなされる前の、「1991年秋」としていたが、のちの裁判で追及されて矛盾が露呈すると、情報公開請求がなされた後の「1992年3月」と変更するなど、説明内容が二転三転している（#作文開示裁判も参照）。
1992年（平成4年）6月1日になって、功が地域の者から、「『作文』が開示されるという噂を聞いた、それについて3年生の緊急父母会が開かれる」との話を聞き、校長（新年度に交代した新校長）に確認すると、「作文」の公開には父母の承諾を得るという条件を教員からつけられたため、との返答があった。3年生にしか説明しないのか、上と下の学年の「作文」はどうしたのか、との旨を質問すると、「返した」との返答があった。功らは、何度も文書と口頭で「作文」の保全措置を審査会に申し入れていたにも拘わらず、保全措置がなされていない旨を審査会へ文書で通達した。
また、功らは卒業生や、1年生の親や生徒への聞き取りにより、学校側の説明に反して、「作文」の返却がなされていないことを把握。6月15日の審査会の口頭意見陳述にて、この旨を通達した。これを受けて審査会が市教委に説明を求め、20日に市教委から審査会に文書が提出されたが、この文書は功らには示されなかった。のちに功らが偶然に知人のつてで入手したところ、事件当時の1年生7学級の「作文」のうち1学級分は1991年10月に廃棄、6学級分は1992年3月に返却、3年生分は1991年10月に廃棄、この廃棄処分について「まことに軽率であったと反省している」との旨が記されていた。また、9月8日には、功らはつくし野中の教員39名の署名による、「作文」を非開示にするよう求める審査会宛の要望書（3月24日付）を入手している。
10月13日、審査会は請求棄却を支持する、とする答申を提出し、27日に市教委は、答申に従って請求棄却の裁決を行った。

## 裁判
1992年（平成4年）12月、功は1年間の活動を通して知り合った弁護士の中川明に、訴訟に関して相談している。処分取消訴訟とするか、通常の形式のいじめ裁判にするか、という選択肢があったが、処分取消訴訟とすることとし、中川が弁護団に参加する弁護士を集め、大沼和子・飯田正剛・清水勉が決まった。なお、一審提訴後に小野晶子、控訴審提訴後には細谷裕美・増田利昭が加わっている。
功は当初、自分の思いはただ、自ら死を選ばざるを得なかったAの気持をわかってやりたい、そのために学校で何があったのかを知りたい、というだけで、責任の追及をしたいわけではないということや、損害賠償訴訟となるとAの命を金銭に換算することになるとして、裁判には抵抗感があったとしている。「作文」の裁判は、非開示処分への不服申立が却下された際、この処分を取り消す訴訟によって、学校や市教委の不正を世間に明らかにしよう、と考えたのが、契機であるという。「学校を問うことに地域の圧力は想像以上」であったといい、裁判中には「裁判なんかしなくていいのに」との抗議の電話が入ったこともあった。
功はそれぞれを、「『作文』非開示処分取消訴訟」「学校の調査報告義務を問う裁判」と呼称している。双方の裁判で、教員たちや当時の生徒たちのほか、1994年（平成6年）に発生した西尾市立東部中学校いじめ自殺事件遺族の大河内祥晴も、証人として出廷している（大河内との交流については後述）。

### 作文開示裁判
1993年（平成5年）1月22日、遺族は東京地方裁判所第511号法廷（富越和厚裁判長）にて「作文非開示処分取消訴訟」を提起し、「作文」の非開示処分の取り消しを求めた。原告は功、被告は町田市教育委員会となっている。事件番号は平成5年（行ウ）第26号。この裁判では、遺族の要請に応じて5人の卒業生が陳述書を提出し、うち3人は法廷で証言を行った。
本裁判における主要な争点は、以下の通りとなった。
1. 「作文」が町田市個人情報保護条例の定める、市民が開示することのできる自己の個人情報に該当するか否か。
2. 親である原告に、Aに関する個人情報の開示を請求する適格（原告適格）があるか否か。
3. 「作文」が本条例の第21条が規定する、例外的に開示に応じられない個人情報（非開示情報）に該当するか否か。
4. 「作文」（1学年の全部および、3学年の大部分）の存否。

審理中の同年5月には、「作文」に関する学校側の報告が、虚偽であることが判明している。当初は審議会開始（1991年12月）前の、1991年10月に処分したことになっていたが、学校側が裁判所に報告し直したところでは、功が開示請求してのちの、1991年中に3年生の1クラス分を、他は1992年3月末に焼却処分したとし、係争が始まってから処分を行ったことを認めた。この問題を受け、当時の校長は、市教委から昇給延期3ヶ月の戒告処分を受けた。
1997年（平成9年）5月9日、遺族は一審で敗訴。子供の個人情報には親に開示請求権があると認めた一方、「作文」に関しては、生徒との信頼関係が壊れる、ということを理由に非開示処分とする判決で、詳細には以下のようなものだった。
1. 「作文」中には、個人情報該当性の認められるものが存在する。
2. Aの個人情報は原告の個人情報と同視することができ、原告適格が認められる。
3. 「作文」を開示すると、教師と生徒との信頼関係を損ない、「本件作文と同様の生活指導としての作文において、自由な認識、評価を記載することが抑制され、又は赤裸々な心情の吐露、真摯な内省等を期待し得なくなることは明らか」であり、「作文による生活指導そのものの効果が阻害されることになる」。よって、第21条の規定する非開示情報に該当するものと認め、2学年の作文と3学年の「作文」一部について、原告の請求を棄却する。
4. 学校側には、虚偽報告等の極めて不誠実な対応があったものの[注 6]、廃棄・返却の事実は認定する。1学年の全部および、3学年の大部分の「作文」について、訴えの利益なしとして、請求を却下する。

5月23日に、遺族は東京高等裁判所へ控訴。事件番号は平成9年（行コ）第73号。審理は東京高等裁判所第15民事部（裁判長は涌井紀夫、陪席裁判官は増山宏・合田かつ子の両名）に係属した。功は、判決の文言には評価すべき点も幾つかあるとし、控訴はせず、市教委に本判決で認められた部分の開示だけでも求めようかと考えたものの、市教委がそれに応えるとは考えられないこと、裁判所は対応の責任を受け止めていないとして、控訴に踏み切った、としている。
1999年（平成11年）8月23日、控訴棄却の判決。判決内容は、原審とほぼ同様のものだった。原告は上告せず、控訴審判決で確定した。

### 調査義務裁判
1995年（平成7年）2月20日、遺族は「生徒にいじめ自殺等の事故が発生した場合、学校がきちんと調査して、保護者に報告すべき」として、東京都・町田市・校長2名・担任を提訴した。本裁判では功のみならず、千恵子も原告に加わっている。
この裁判は「『作文』非開示処分取消訴訟」を進める中で、同じようにいじめられた子供を持つ親たちの相談を受けるうちにいたたまれなくなり、学校や教委への怒りを何らかの形にしたい、との動機から発し、「密室主義に走る学校や教師の体質を問いたい」として始めたものだった。功らは、共著『学校の壁』や、鎌田慧『せめてあのとき一言でも ――いじめ自殺した子どもの親は訴える』、奥野修司『隠蔽 ――父と母の〈いじめ〉情報公開戦記』の抜粋などを証拠として提出し、「組織ぐるみ」の隠蔽工作を訴えた。
当時、生徒に発生したいじめ自殺等の事故に対し、日本の教育関連法規には、学校側の調査や保護者への報告義務を定めた規定が存在しなかった。よって本裁判では、法的根拠が大きな問題となった。原告側は、以下の3点を法的根拠として主張している。
1. 準委任契約関係（民法第656条）にある私立学校においては、学校の親に対する報告義務（同654条）が契約上の義務として導かれる。公立学校における在学関係も私立学校と同様の契約関係であり、仮に契約関係と認められないにしても、法律関係に基づいて特別な社会的接触関係にある親と学校の間において、信義則上の義務として学校の親に対する報告義務が認められ、これは在学関係の本質的要素として当然に認められると解すべきである。
2. 親の教育権は、子供の学習権を充足するという側面と共に、親の固有権としての側面を有する（憲法第13条：幸福追求権／民法第820条：監護教育権）。学校教育は親の教育権を補充する関係にあるため、親による学校に対する情報提供の要求は、親の教育権の不可欠な内容である、親の知る権利として認められる。
3. 地方教育行政の組織及び運営に関する法律（地方教育行政法）第13条では、教育委員会の職務権限として「生徒の安全に関すること」（第9号）が規定されており、東京都教育庁がこれに基づいて定める「事故発生報告等事務処理要綱」では、学校は生徒の自殺という異常事態発生の際には、速やかに事実関係（特に自殺原因）を調査・把握し、「適切な対応」をすべきとしている。この「適切な対応」には、遺族である親への自殺原因の調査報告を行うことも含まれる。

こうした原告側の主張に対し、被告側は以下のように反論した。
1. 特別な社会的接触関係に入った当事者間における信義則上の義務とされているのは、安全配慮義務である。その一内容として認められる報告義務も、被害の発生・拡大を阻止する限度で認められるに過ぎず、事故等が発生または拡大してしまったのち（特に生徒が死亡してしまってのち）の報告義務までは認められない。
2. 親の教育権は専ら子供の利益のために認められるもので、子供が死亡した時点以降において主張できるものではない。学校の校長・教員は学校教育法により、親権者等の監督義務者に代わって生徒の保護・監督を行うのであり、生徒が死亡すれば当該義務は消滅する。仮に憲法第13条から親の報告請求権が導かれるとしても、それは抽象的権利に過ぎない。
3. 地方教育行政法第13条第9号が規定するのは教育委員会の職務権限であり、義務規定ではない。要綱であって法規ではないし、東京都教育庁への報告を各学校に求めるものであり、保護者への報告を求めるものではない。要綱の主目的は生徒の安全（事故の再発防止）であり、保護者への報告のためではない。

弁護団に加わった細谷裕美は、原告側の主張のうち（1）前半の準委任契約関係の採用には裁判所は消極的であったが、後半は明示的に否定されず、また（3）の主張に対しては非常に前向きな対応だった、としている。

#### 和解
1999年（平成11年）11月12日、8年目にして和解が成立。和解条項は詳細かつ具体的に定められ、要点は以下のようなものであった。
1. 自殺劇の上演・作文の焼却時期に関する虚偽報告等、反省すべき点があったことを認め、原告らに対し深謝する。
2. 自殺原因についての調査・原告らとの情報交換が不十分であったことを認める。
3. 原告らによる今後の自殺原因についての調査活動に対して真摯な態度で応対する。
4. 将来同種事件が発生した場合、当該生徒・保護者・学校関係者において、誠意をもって情報を交換し、真摯に話し合い、問題の解決を図るため最大限の努力をする。

また（2）において被告らは、Aの自殺の翌日に校長がテレビのインタビューに対し「いじめはなかった」と発言したこと、Aの自殺の4日後に原告の要請を受けて、4人の女子生徒を中心に調査を開始したこと、自殺の翌月に原因が明らかにならないまま調査・報告を終了したこと、原告らが求めた事故発生報告書などの開示を拒否したこと、などを認めている。
功は、裁判長から和解を勧められた当初は「和解なんてありえない」と感じたとし、一応は裁判官の考えを探るために和解の席についたが、そこで自分たちの心情を裁判官がしっかりと受け止めていることがわかり、「このたたかいは勝った」と思った、としている。裁判官は、和解案に功らの思いを盛り込むことや、被告を説得することに熱心に取り組んだという。その後も、和解か判決かを迷い続けたが、本件に関して明瞭に適用できる法律がないことで苦戦したこともあり、「今回の裁判官たちは、私たちの想いをよく理解しているとは思うが、判決となると、法律がない中では明確な判断を示さないのではないか。裁判官と話し合う中で、そう感じて、判決よりも、和解を通じて学校・教育行政に反省を促して、対応を迫ることの方がベターと考えた」としている。
和解後、町田市議会では議員から、市教委は学校に落ち度はないと強調してきたが、和解条項では賠償請求以外、ほとんど原告の言うことを認めており、議会での報告内容と違うではないか、との苦言が出たほか、「学校・市教委の行ったことは、体制的・組織的証拠隠滅であり、町田市の教育の一大汚点だ」と断じた議員もいた。

### 評価
2000年（平成12年）の文章で、功は裁判を振り返り、「作文訴訟では私たちの敗訴、報告義務訴訟は和解と、一見私たちの方に分がないような結果に見えるが、つくし野中学と町田市教委の隠蔽の酷さが何度かマスコミで報じられ、社会の批判は高まった」とし、作文訴訟での判決確定後、成人した元生徒たちが自分の書いた「作文」を開示請求で入手して持ってきてくれたとし、「裁判所がよしとした学校・市教委の壁が、法廷の外で崩れていっているのである。作文訴訟も実質は勝ったとも言える」と述べている。また報告義務訴訟においても、学校の対応のひどさが改めて報道されたとし、「教員らはつくし野中学にいる、あるいはいたというだけで、肩身が狭い思いをしているという。裁判外で鉄槌が下されたというべきだろう。闘いとしては一応勝ったと思う」と評価している。
功は、両訴訟の反省点として、数名の研究者の協力を得て意見書を出してもらったものの、それが法学面に限られていたということを挙げ、「社会心理学、組織心理学といった分野の研究者の知見も活用しておれば、違った展開になっただろうと思う」としている。そして、「また、組織犯罪という視点で、子どもにかかわる訴訟ばかりでなく、企業犯罪や官僚の犯罪に取り組んでいる人たちとも連携して研究し、取り組むべきだったと思っている」とも述べている。
弁護団に加わった細谷裕美は、「二つの訴訟は、対象の違いはあるものの、いずれも親が子どもの自殺原因の調査・報告を求めるという形で争われたが、根本的には学校と親との情報交換を通じ親が学校教育に参加できる法的権利の存否を問うものであった」とし、「親が学校教育に参加できる法的権利が正面から争われたのは初めてであり、その意味でも先駆的な意義を持つ訴訟であったと言える」と述べている。

## その後
事件の発生後、加害者であるXやYのもとへは、「人殺し」「天国で待っている」との電話や手紙が寄せられるようになり、こうした脅迫や嫌がらせのため、1992年（平成4年）に入ってから、人権擁護委員会に相談する者も現れた。人権擁護委員は広岩近広の取材に、Xらグループの4人もまた、それぞれ心に傷を受けている、と答えている。
1993年（平成5年）の卒業式から数ヶ月のち、功は同学年の生徒から卒業アルバムを見せてもらう機会を得たが、Aの写真は1枚もなく、スナップ写真からもAの部分は切り取られていた。また、掲載されている学年だよりも、Aが書き初めで銅賞を受けたことや、Aへの追悼の言葉が書かれた号は未収録となっており、Aの痕跡は完全に抹消されていた。
また、前述の通り、1999年（平成11年）10月から11月にかけて、成人した元同級生ら数名が、個人情報公開条例を使って自ら取り寄せた「作文」を遺族に見せ、焼香に訪れている。

### 遺族の活動
Aの自殺後、集会での訴えや裁判などの活動を通して、功らは同様の立場に置かれた遺族らと連絡を取るようになった。例として、中野区立中野富士見中学校いじめ自殺事件（1986年）、富山市立奥田中学校いじめ自殺事件（1988年）、龍野市体罰自殺事件（1994年）、西尾市立東部中学校いじめ自殺事件（1994年）、近畿大学附属女子高校体罰死事件（1995年）、城島町立城島中学校いじめ自殺事件（1996年）、豊前市立角田中学校いじめ自殺事件（1995年）、鹿児島市立坂元中学校いじめ自殺事件（1995年）、出水市立米ノ津中学校いじめ自殺事件（1994年）、駿台学園高校いじめ自殺事件（1995年）、国分寺市跳び箱死亡事故（1994年）、上越市立春日中学校いじめ自殺事件（1995年）、須坂市立常盤中学校いじめ自殺事件（1997年）、などの遺族との交流を挙げている。また、裁判や集会を通じて連絡先を知った、子供を自殺で失うなどした全国の親たちから、電話が掛かってくるようになり、多いときには週に3、4本が掛かってくることもあった。千恵子は自分の体験を話すなどしてこれに応対している。
中でも、遺族の大河内祥晴と親しく付き合うこととなった、1994年（平成6年）11月17日に発生した西尾市立東部中学校いじめ自殺事件の際、事件の隠蔽に関する報道を目にした功は、愛知県と西尾市に自身の口頭意見陳述を求める緊急請願書を送付し、同時に東京都と町田市に対しても同様の請願書を送付して、東京都を除くこれら3自治体にて、学校・教育行政の密室主義を批判し、教育に関わる全ての会議を市民に公開するよう制度化することを求める意見を陳述している。
また、富山市立奥田中学校いじめ自殺事件遺族の岩脇克己は、1992年（平成4年）10月14日に『毎日新聞』に掲載された、「事故報告書」を開示するように審査会が答申を出した旨の記事を読み、初めて富山市にも情報公開条例があることを知った、としている。その後、克己らはも1994年（平成6年）5月2日に、娘の自殺の翌日に同級生が書いた作文を、「娘の自死時の級友達の追悼文」として請求するに至っている（富山市立奥田中学校いじめ自殺事件#開示請求も参照）。
1996年（平成8年）2月18日には、功は新潟県上越市の上越文化会館で、「教育をともに考える市民の会」が主催した集会に参加している。この集会はいじめで子供を亡くした遺族が一堂に会したもので、功のほか、中野区立中野富士見中学校いじめ自殺事件遺族の鹿川雅弘、富山市立奥田中学校いじめ自殺事件遺族の岩脇克己、西尾市立東部中学校いじめ自殺事件遺族の大河内祥晴、上越市立春日中学校いじめ自殺事件遺族の伊藤正浩の、計5名が出席している。遺族が集まっての集会は全国初で、いじめ問題が続いていたこと、不登校問題が深刻化していたことから、300人近い参加者と多くの報道関係者が集まり、会場に入りきらない参加者はロビーのモニターテレビで集会を視聴している。
同年には、本事件を含め、いじめによって子を失った12人の親へのインタビューをまとめた鎌田慧のルポルタージュ『せめてあのとき一言でも ――いじめ自殺した子どもの親は訴える』（草思社）が刊行されたほか、翌1997年（平成9年）には、富山市立奥田中学校いじめ自殺事件を取り上げた、奥野修司のルポルタージュ『隠蔽 ――父と母の〈いじめ〉情報公開戦記』（文藝春秋）でも、一章を割いて本事件が、功らへの取材を含む形で取り上げられた。
1998年（平成10年）4月18日には、功と千恵子は連名で、事件の経緯をまとめた手記『学校の壁』を、教育史料出版会より刊行した。これは教育史料出版会代表の橋田から、1993年（平成5年）暮れ頃から出版を勧められていたもので、「事件の全容を一冊の本にして多くの方に伝えたい。多くの方が私たちがもっているのと同じ情報をもってくれれば、そこから私たちに対する理解も得られる」との思いから、執筆・刊行に踏み切ったものだった。
2002年（平成14年）8月13日、父親と同時に母親も作文などの公開を求めていたこと（父親の請求で審議が中断）に対し、町田市情報公開・個人情報保護審査会は、「筆跡などから執筆者本人が特定される可能性がある」ことを理由に請求を棄却する答申を市教委に提出。一方で、残っていた作文289点の内容を、筆者が特定される虞のある部分や、真偽不明の箇所を要約・削除するなどの整理を施した別紙を答申書に添付し、遺族に提示した。この措置に関して審査会は「自殺から相当の時間が経過したことや両親の心情に配慮して例外的に作成した」と説明している。

### つくし野中の取組み
1998年（平成10年）から、つくし野中では学校を保護者に評価してもらう「評価シート」を作成し、保護者の声に回答する仕組みを設けるなど、町田市内の中学校で「開かれた学校」を目指す取り組みが進んだ。2001年（平成13年）時点の同校の校長（事件当時の2校長とは別人）は、「Aさんの事件で開かれた学校の大切さを痛感するのは確か」「ただ情報開示については、まだ手探りの状態」と『朝日新聞』の取材に答えている。
2023年（令和5年）の時点では、つくし野中では「いじめ0宣言」を行っており、いじめに関する道徳授業の実施、生徒一人一人による「いじめ0」の宣言と、各自が書いた宣言カードの教室での掲示、スローガンの募集・制定と、廊下での掲示などを行っている。